# バカリ・サレ
バカリ・ブバ・サレ（Bakary Bouba Saré 、1990年5月5日 - ）は、コートジボワール・アビジャン出身のプロサッカー選手。ブルキナファソ代表。ポジションは、ミッドフィールダー。

## クラブ経歴

### CFRクルジュ
2011年2月23日、CFRクルジュと3年半契約を結んだ。

### ディナモ・ザグレブ
2013年7月、ディナモ・ザグレブに移籍。

### アル・アイン
2014年2月20日、6ヶ月間の契約でアル・アインにレンタル移籍したが、満了前の7月にクルジュに復帰した。

## 代表歴
サレ自身はコートジボワール生まれだが、両親がブルキナファソ出身のため二つの代表を選ぶことが出来た。U20年代ではコートジボワール代表を選択し、トゥーロン国際大会2010に参加した。
2016年3月、ブルキナファソ代表初招集。アフリカネイションズカップ2017予選・ウガンダ戦で初キャップ、試合には1-0で勝った。

## タイトル
アンデルレヒト
- ベルギーカップ: 2007–08
- ジュピラー・プロ・リーグ: 2009–10
- ベルギー・スーパーカップ: 2010

ローゼンボリ
- エリテセリエン: 2010

CFRクルジュ
- リーガ1: 2011–12

ディナモ・ザグレブ
- プルヴァHNL: 2013-14

モレイレンセ
- タッサ・ダ・リーガ: 2016–17